# Механічна торгова система
Механі́чна торго́ва систе́ма (МТС) — програма, або скрипт призначений для автоматизації торгів на світових фінансових ринках (сировинний, валютний, фондовий і т. д.). Рівень
автоматизації може бути як частковим так і повним. Повністю автоматизована механічна торгова

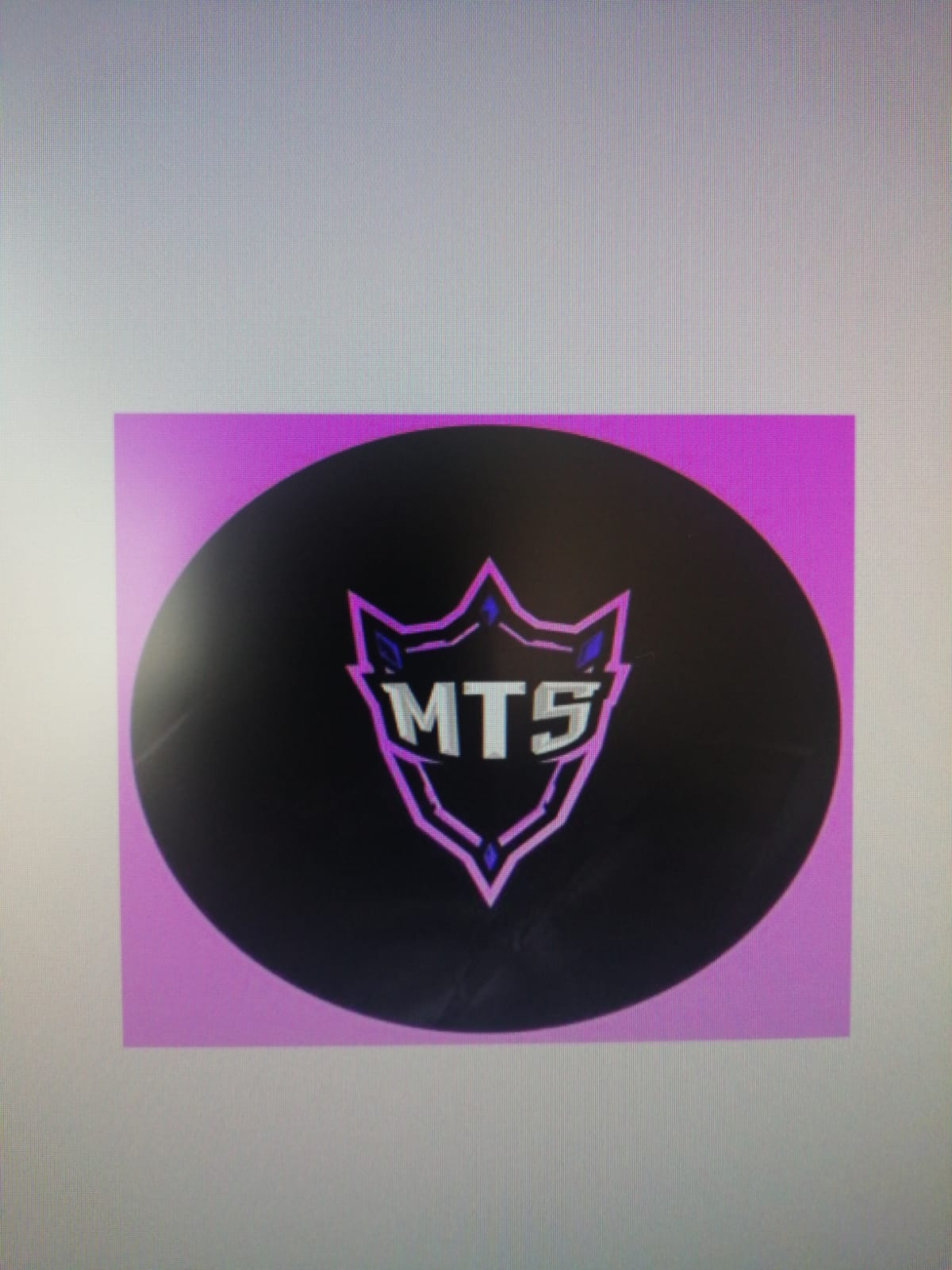
Ілюстрація сигналів простої механічної торгової системи на котируванях банку Райффайзен Аваль.

система може тестуватись і застосовуватись в реальній торгівлі майже без допомоги людини. Переваги
даної МТС — емоції (які є ледь не головним «ворогом» трейдера) не впливають на результат торгів. Повністю механізована торгова система має включати такі сигнали: вхід в ринок (покупка або продажа активу), закриття позиції, керування капіталом (побудова «піраміди» тощо). Повністю автоматизована механічна торгова система має давати відповідну інформацію:
1. Коли і по якій ціні входити в ринок.
2. Коли і по якій ціні виходити з ринку з прибутком.
3. Коли і по якій ціні виходити з ринку зі збитком.

В напівавтоматизованій МТС деякі рішення має приймати сам трейдер індивідуально. Наприклад вхід і вихід з позиції за сигналом МТС, а щодо керування капіталом — власне рішення. Механічні торгові системи можуть використовувати як технічний так і фундаментальний аналіз. Є, на перший погляд, «екзотичні» МТС — що наприклад використовують місячний календар, сонячні затемнення та ін. Кожна МТС має параметри. Наприклад для МТС на ковзаючих середніх — період усереднення.

## Оптимізація МТС
Процес з підбору параметрів і аналіз роботи МТС на історичних даних — це і є оптимізація МТС. Суть даного методу проста підібрати параметри МТС при яких вона показує найбільший прибуток на історичних даних (котируваннях) і використовувати їх в майбутній торгівлі. Також важливі показники при оптимізації: частка прибуткових трансакцій, «просадка» капіталу та інші.
Для оптимізації і для створення механічних торгових систем використовують різне програмне забезпечення. Одне з найпопулярніших в даний час — Омега Трейдстейшн та Метасток.

## Види МТС
За інвестиційним горизонтом (часом інвестування, кількістю трансакцій протягом даного часу) МТС поділяються на[джерело?]: інвестиційні та спекулятивні. Спекулятивні МТС розрахованні на внутрішньоденне застосування. Іншими словами МТС здійснює багато трансакцій протягом дня. Й використовує як правило малий таймфрейм — від 1-єї до 240 хвилин.

Аналіз стійкості МТС за допомогою ПЗ Омега Трейдстейшн.

За правилами торгівлі механічні торгові системи розрізняють на[джерело?]:
1. МТС основані на пробоях (пробій каналу наприклад)
2. МТС основані на ковзаючих середніх.
3. МТС основані на осціляторах.
4. Сезонні МТС.
5. МТС засновані на сонячних та місячних ритмах.
6. МТС на основі циклів.
7. Нейронні мережі.
8. МТС на основі генетичних алгоритмів.
9. Інші.

Механічна торгова система, може використовувати як одне так і декілька правил (стратегій) торгівлі. Наприклад вхід у ринок відбувається на основі ковзаючих середніх, а вихід на основі пробою каналу. Крім того МТС може мати не одне а декілька правил (сигналів) для закриття позиції або позицій, якщо торгівля відбувається не одним а декількома контрактами.
Для аналізу роботи МТС розроблені спеціальні індикатори: Profit Factor, RINA Index, Sharpe ratio та інші з допомогою яких визначають стійкість системи, прогнозований найбільший збиток за одну трансакцію та інші.